# La Presse (Kanada)
La Presse ist eine französischsprachige kanadische Tageszeitung mit Redaktionssitz in Montreal. Sie erscheint montags bis samstags, die frühere Sonntagsausgabe wurde 2009 aus Kostengründen eingestellt.
Die Zeitung wurde 1884 von William-Edmond Blumhart gegründet, heutiger Herausgeber ist Gesca, eine Tochtergesellschaft der Power Corporation of Canada. Die Auflage lag im Jahr 2011 bei etwa 220.000 Exemplaren.